# Música popular de Formentera
La música popular de Formentera està tan estretament lligada amb l'eivissenca que pràcticament podria parlar-se de música popular pitiüsa. Aquesta música té una sonoritat arcaïtzant que és deguda a la senzillesa dels seus instruments que han romàs gairebé inalterats des de la seua arribada a les Pitiüses amb la cristianització de les Pitiüses al segle xiii. Els instruments que se sonen són la flaüta, l'espasí, les castanyoles i la  xeremia. Aquests instruments mai es toquen tots junts, ja que la xeremia és un instrument que va de banda de la resta. D'aquesta manera la flaüta és l'únic instrument tradicional melòdic de Formentera i d'Eivissa

## Instruments
Els instruments tradicionals de les Pitiüses són:
- Espasí
- Flaüta
- Tambor pagès
- Xeremia pagesa
- Castanyoles

## Formacions musicals
- Els Pastorells grup folklòric de Formentera que fou creat l'any 1977.[2]
- Es Xacoters

## Danses
La dansa típica de l'Illa de Formentera és anomenada el Ball Pagès és el ball típic de les Pitiüses. Es tracta d'un conjunt de danses tradicionals ballades al camp d'Eivissa i Formentera, motiu pel qual se l'anomena "pagès". De fet, a Eivissa s'anomena pagès a tot allò que fa referència a Fora Vila, a tot el món fora de la capital.